# Seymour Geisser
Seymour Geisser (New York, 5 ottobre 1929 – Saint Paul, 11 marzo 2004) è stato uno statistico statunitense, noto per aver enfatizzato il ruolo della predizione nell'inferenza statistica.
Nel suo libro Predictive Inference: An Introduction(1993), Geisser sostiene che l'interferenza statistica convenzionale dei parametri inosservabili della popolazione equivalga a inferenze su cose che non esistono. (Per un piccolo esempio del vasto argomento quale è l'interferenza statistica predittiva vedi intervallo di predizione.)
Geisser testimoniò come esperto sull'interpretazione di sequenze del DNA in più di 100 processi civili e penali. Egli sostenne che il pubblico ministero spesso fa affidamento su modelli statistici poco stringenti. Su quell'argomento, scrisse l'articolo Statistics, Litigation and Conduct Unbecoming contenuto nel libro Statistical Science in the Courtroom, edito da Joe Gastwirth (Springer Verlag, 2000).

## Biografia
Nato a New York, presso il City College di New York divenne graduated nel 1950 e dalla University of North Carolina presso Chapel Hill ottenne il MA nel 1952 e il Ph.D. sotto la supervisione di Harold Hotelling  nel 1955.  Nel 1965 ha fondato il Dipartimento di statistica della State University of New York a Buffalo; nel 1971, ha fondato la Scuola di Statistica presso l'Università del Minnesota e di questa fu direttore per più 30 anni.

## Opere
- Predictive Inference: An Introduction, CRC Press, 1993
- Modes of Parametric Statistical Inference, Wiley, 2006

Geisser fu anche il principale curatore di numerosi libri scritti da più autori e dei quali fu coautore.

## Necrologio
- Donald A. Berry (2005) Seymour Geisser, 1929–2004, Journal of the Royal Statistical Society Series A, Volume 168 pp. 245–6.